# Cabinet (Australie)
Pour les articles homonymes, voir Cabinet.

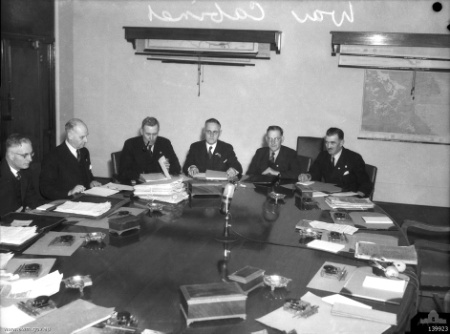
Les membres du cabinet de guerre du Commonwealth se réunissent dans la salle du cabinet de guerre.

Le Cabinet australien regroupe l'ensemble des principaux ministres du gouvernement de l'Australie et est responsable devant le parlement. Le cabinet est nommé par le gouverneur général, sur proposition du Premier ministre, et théoriquement est à la disposition du gouverneur.

## Description
Les réunions du Cabinet sont strictement confidentielles et ont lieu une fois par semaine pour discuter des questions vitales et de l'élaboration de la politique. En de hors du cabinet se trouvent un certain nombre d'autres ministres et secrétaires d'État chargés d'un domaine politique spécifique et rendant compte directement à un ministre de rang supérieur.
La Constitution de l'Australie ne reconnaît pas le Cabinet en tant que personne morale, ainsi ses décisions n'ont pas de force juridique.
Tous les membres du gouvernement sont par contre membres du Conseil exécutif fédéral, un organisme qui est - en théorie, mais rarement dans la pratique - présidé par le Gouverneur général, et qui se réunit uniquement pour entériner et  donner une force juridique aux décisions déjà prises par le Cabinet. Pour cette raison, il y a toujours un membre du gouvernement détenant le titre de vice-président du Conseil exécutif.